# Si ma tante en avait
Si ma tante en avait est un roman publié en avril 1978 par Frédéric Dard sous le pseudonyme San-Antonio. Il s'agit du 97e de la série policière « San-Antonio ». Il a fait l'objet d'une adaptation en bande dessinée par Michaël Sanlaville en 2020 (Casterman).
Chez l’éditeur Fleuve noir, il porte en 1978 le numéro 85 de la collection « San-Antonio ».

## Personnages principaux
- San-Antonio : commissaire de police, héros du récit et narrateur.
- Alexandre-Benoît Bérurier : inspecteur de police, collègue et ami du commissaire.
- Berthe Bérurier : épouse d'Alexandre-Benoît Bérurier.
- Le Vieux : patron de San-Antonio et de Bérurier.
- Pinaud : ami de San-Antonio et de Bérurier.
- Marie Marie.

## Résumé
Exilés, après leur précédente aventure, dans les Côtes-d'Armor, San-Antonio et Bérurier s'ennuient à mourir jusqu'à ce qu'un meurtre vienne soudain mettre un terme à cette monotonie. Ils ne vont pas tarder à retrouver une vieille connaissance en la personne du sous-préfet..

## Version audio
- Version Audio lue par Antoine de Caunes.[réf. nécessaire]

## Adaptation en BD
Le roman fait l'objet d'une adaptation en bande dessinée par Michaël Sanlaville en 2020 (éditions Casterman),.

## Couverture
- 1re édition de 1978 : illustration photo.
- 2e édition de 1982 : illustration photo.
- 3e édition de 1990 : illustration de Georges Wolinski.
- 4e édition de 1999 : illustration de Marc Demoulin.
- 5e édition de 2012 : illustration de François Boucq.
- 6e édition de 2019 : illustration de Michaël Sanlaville.